# Лоргер, Станко
Станко Лоргер (словен. Stanko Lorger; 14 февраля 1931, Буце, Королевство Югославия — 25 апреля 2014) — югославский легкоатлет, серебряный призёр чемпионата Европы в беге на дистанции 110 метров с барьерами (1958), двукратный чемпион Универсиады (1957, 1959).

## Спортивная карьера
Выступал за клуб AD Kladivar из Целе.
На летних Олимпийских играх в Хельсинки (1952) оказался четвёртым в своем полуфинале, тогда как в финал отбирались три спортсмена. В 1953 г. впервые победил в забеге на 110 м с препятствиями на Балканских играх. Затем — до 1961 г. он выиграл девять титулов подряд. На чемпионате Европы в Берне (1954) стал четвёртым с результатом 14,7 сек.
На Олимпийских играх в Мельбурне (1956) занял пятое место (14,5 сек.). Два года спустя, на чемпионате Европы Стокгольме (1958) показав 14,1 сек., стал серебряным призёром. В том же году установил личный рекорд — 13,8 сек. На своей третьей Олимпиаде — в Риме (1960) выбыл на стадии полуфинала. На первенстве Европы в Белграде (1962) был седьмым.
Включён в Зал славы словенских спортсменов.